# Методы исследования медиа
В современном мире под термином «медиа» в первую очередь ошибочно подразумевают только средства массовой информации, но по своей изначальному смыслу под «медиа» следует понимать любые средства коммуникации. Медиа- это любой посредник между людьми, между человеком и средой, это любой способ передачи какой-либо информации. Например, медиа могут быть не только ТВ, радио, газета, социальные сети и т.д.., но и такие специфические вещи как танец, фотография, картина, дневник, предмет гардероба или даже ожерелье обмена Кула.
Именно из-за этой двойственности понимания сложилось две основных линии классификации методов: одни говорят о методах, с помощью которых происходит исследования медиа исключительно как СМИ, другие же выделяют методы для исследования медиа в широком смысле. Но стоит отметить, что данное разделение условно, не жестко и сделано лишь для понимая, поэтому большинство методов может "кочевать" из одной группы в другую или иметь схожие элементы.

## Методы исследования массмедиа

### Опрос и интервью
Метод опроса подразумевает наличие разработанной анкеты или гайда. В медиаисследованиях часто используют метод телефонного интервью, благодаря которому можно охватить большое количество респондентов. Здесь применим метод «day after recall interview», основанный на воспоминании о медиаконтактах прошлого дня (например, «Что вы смотрели вчера в 21:00? На каком канале?» и пр.).
Преимуществом этого метода является то, что он позволяет охватывать большее количество респондентов за короткий промежуток времени. Недостаток же в том, что практически невозможно отследить правдивость ответов; часто исследователь не в силах контролировать субъективные факторы: нежелание респондента тратить время, тем самым давая необдуманные ответы или, например, страх сказать правду.

### Панельное дневниковое исследование (Diary Media Panels)
Также, сюда относится недельное дневниковое исследование. Суть метода: определенное количество участников исследования каждый день на протяжении какого-то времени (например, недели) ведут учет в своем дневнике того, что они смотрели/читали/слушали в течение 15 минут. Информация должна быть крайне точной: если респондент слушал радио, то необходимо указать какую именно радиостанцию он слушал, диапазон и место прослушивания.
Достоинства метода: респондент сам фиксирует информацию, нет необходимости подключать к работе других людей. Главный недостаток: респондент может забыть отметить в дневнике информацию или не вспомнить просмотренные программы, указать неточное время просмотра, забыть отметить переключение каналов.

### Трекинг
В трекинговом (волновом) исследовании, имеющем повторяющийся характер, происходит систематический сбор данных в течение определенного периода времени, при котором эти данные периодически накапливаются и анализируются.
Возможности трекинга состоят в том, что только он может обеспечить временную чувствительность, показать реальные взаимосвязи. Ограничение метода: для сбора информации в трекинге используются методы телефонного интервью или опроса face-to-face, которые чаще всего являются очень длинными, долгими и утомляющими и это приводит к снижению правдивости полученных ответов.

### People-meter
Пиплметр- это электронный способ исследования телесмотрения. Системы фиксируют промежутки времени, в течение которых телевизор включается и выключается каждым членом семьи, и эта информация непрерывно заносится в электронную базу данных.
Достоинства: электронный прибор оперативно и точно фиксирует время просмотра передач. Недостатки: если телевизор включен, то это еще не значит, что его смотрят.

## Методы исследования медиа (как любого способа передачи информации)
На самом деле, у медиаисследований нет своего характерного, специфического или особого метода, который использовался бы именно для работы с медиа. Принято использовать междисциплинарные методы, например, такие как анкетирование или контент-анализ или методы «родственных» наук: социологии, психологии, лингвистики.
Перечисленные далее методы могут быть взаимосвязаны, вытекающими друг из друга.

### Наблюдение (полевое)
Используется наблюдение в качественных медиаисследованиях как целенаправленное пассивное изучение предметов. "В процессе мы получаем знания не только о внешних сторонах объекта познания, но и о его существенных свойствах и отношениях". Важным моментом наблюдения является интерпретация его результатов - расшифровка показаний приборов и т.п.
Наблюдение при медиаисследованиях чаще бывает вспомогательным методом, который используется на предварительном этапе исследования для постановки проблем, выдвижения гипотез или проверки теорий.
Возможности метода: исследователь находится ликом к лицу непосредственно к изучаемому явлению или ситуации, может рассмотреть сразу несколько параметров, вне зависимости от готовности  наблюдаемых объектов. Ограничения: повторить эту же ситуацию уже будет невозможно, если будет необходимость дополнить информацию или проверить ее правдивость; очень легко упустить важные моменты или проинтерпретировать их неправильно (из-за каких-то субъективных факторов со стороны наблюдателя).

### Лабораторный эксперимент
Лабораторный эксперимент это активное и целенаправленное вмешательство в протекание изучаемого процесса, соответствующее изменение исследуемого объекта или его воспроизведение в специально созданных и строго контролируемых условиях, определяемых целями эксперимента.
Лабораторный эксперимент считается одним из самых популярных. Часто берут две группы: одна смотрит/слушает/читает определенные типы медиа-продукции, которые вызывают определенные эмоции (например, сцены насилия или кадры с мест катастроф), второй группе же представляют медиа-продукцию более нейтрального содержания. Затем те изменения, которые поддаются измерению, сравниваются у представителей обеих групп и делаются соответствующие выводы.
Главное достоинство метода, в отличие от полевого (естественного) наблюдения, это возможность его воспроизведения, повторения. Недостаток же заключается в том, что не всегда объекты ведут себя в искусственных условиях так же, как в реальности; возникают проблемы с репрезентативностью.

### Полевой эксперимент
Его отличие от лабораторного заключается лишь в том, что он проводится в реальных условиях.
Плюс такого метода в том, что отношение или поведение участников эксперимента изучается не в искусственных условиях лаборатории, а в реальных ситуациях, что повышает вероятность того, что и поведение максимально приближено к естественному и настоящему. Ограничение в том, что он дает меньше возможностей для контроля, нежели лабораторный, однако, использование методов статистического анализа позволило ученым добиться большей контролируемой посторонних переменных.

### Контент-анализ
Контент-анализ это один из способов кабинетного исследования, который позволяет выявить наличие, отсутствие или количество определенных медиа сообщений, которые, предположительно, способствуют определенным воздействиям.
Достоинства метода: возможна точная фиксация показателей в объемных массивах эмпирических данных и их надежность, минимизирование влияния субъективного фактора (исследователя) на объект. Недостатки: трудность определения набора категорий анализа, большая трудоемкость процедуры.

### Глубинное интервью
Глубинное интервью это слабоструктурированная, свободная личная беседы интервьюера с респондентом. Цель: вывести респондента к подробным ответам на задаваемые вопросы. В ходе разговора исследователь получает от респондента очень подробную информацию о причинах его действий, об отношении к различным вопросам.
Возможности метода: хороший шанс разобраться во внутренних переживаниях людей, выйти на доверительный уровень, что значительно повышает шанс честных ответов. Ограничения: при недостаточной компетенции и профессионализме, исследователь может влиять на ответы респондента, тем самым искажая действительность; большие расходы на проведение.

### Фокус-группа
Фокус-группа относится к качественным методам исследованиям. Его принцип состоит в следующем: собирается заранее выбранная по каким-то критериям (которые зависят от цели и характера исследования) группа участников (обычно до 12 человек) и вместе с модератором обсуждают определенную тему. В ходе обсуждения выявляются важные пункты: почему люди действуют определенным образом и что думают по поводу каких-то вопросов.
Достоинства метода: позволяет проследить взаимодействие участников с разными мнениями, увидеть логику их споров, услышать аргументацию. Недостатки: при неопытном или непрофессиональном модераторе некоторые личности могут оставаться "нераскрытыми" и достаточно тяжело узнать переживания по теме каждого в одинаковой мере.

## Базовые методы
Данные методы являются составными частями всех уже перечисленных выше методов:
- Метод сравнения. Данный метод основан на аналогии. Цель: найти сходства и различия объектов одного класса (однородные предметы и явления).
- Метод описания. В медиаисследованиях этот метод активно используется при систематизации и фиксировании результатов практического исследования. К инструментам описания можно отнести схемы, диаграммы, рисунки, графики, таблицы, которые обеспечивают наглядность проделанной работы.
- Метод измерения. В медиаисследованиях на этом методе основана медиаметрия, аудиметрия и пиплметрия которые относятся к исследованию СМИ.
- Мета-анализ. Применяется данный метод для систематизированной интеграции имеющихся данных многих эмпирических исследований, объединенных общей темой. Он  может дать аналитическое толкования различных социально-культурных явлений и процессов.